# Notoncus

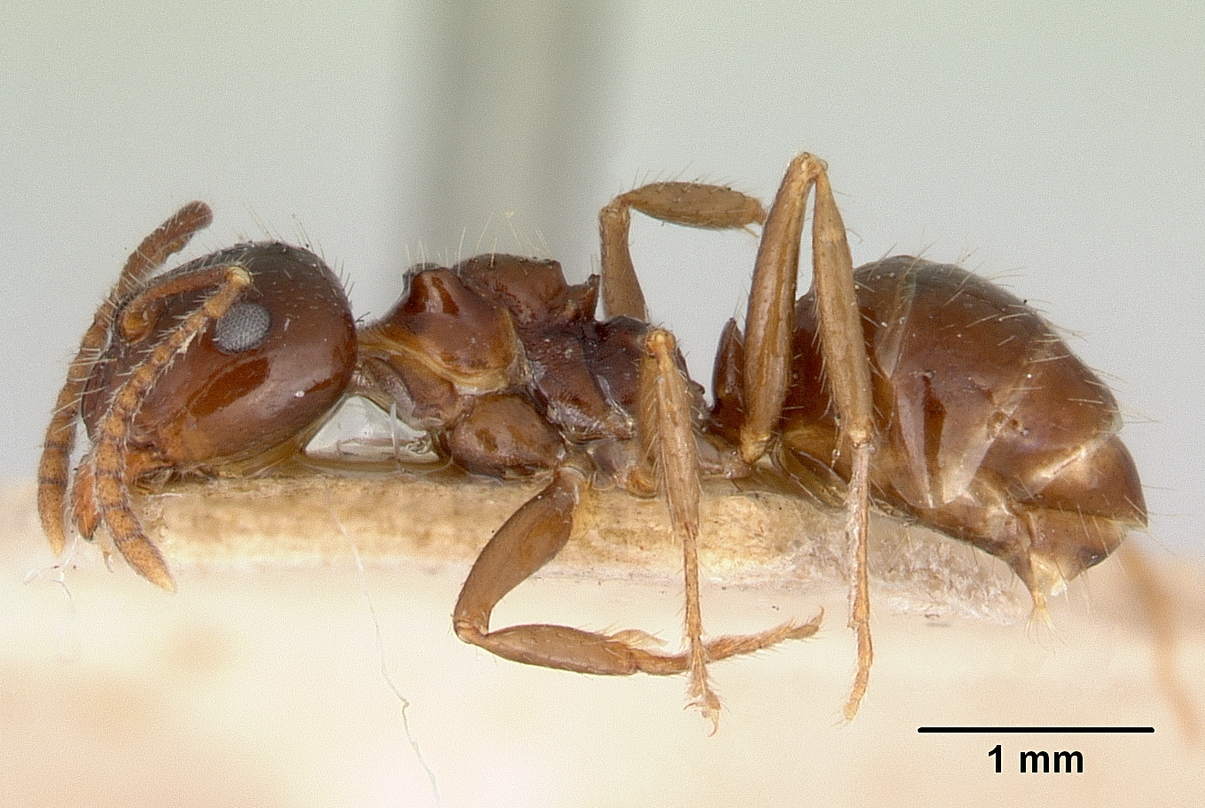
Муравей Notoncus ectatommoides

Notoncus (лат.) — род муравьёв подсемейства формицины (Formicinae, Myrmecorhynchini). Австралия, Новая Гвинея
.

## Описание
Мелкие земляные муравьи коричневого цвета. Заднегрудка округлая без проподеальных шипиков. Усики самок и рабочих 12-члениковые (у самцов антенны состоят из 13 сегментов). Жвалы рабочих с 6-7 зубцами. Нижнечелюстные щупики 6-члениковые, нижнегубные щупики состоят из 4 сегментов. Голени средних и задних ног с одной апикальной шпорой.
Стебелёк между грудкой и брюшком состоит из одного сегмента (петиоль)
.
- Notoncus capitatus Forel, 1915
- Notoncus ectatommoides (Forel, 1892)
- Notoncus enormis Szabo, 1910
- Notoncus gilberti Forel, 1895
- Notoncus hickmani Clark, 1930
- Notoncus spinisquamis (Andre, 1896)